# Weinbau in Maine
Weinbau in Maine bezeichnet den Weinbau im amerikanischen Bundesstaat Maine. Gemäß US-amerikanischem Gesetz ist jeder Bundesstaat und jedes County per definitionem eine geschützte Herkunftsbezeichnung und braucht nicht durch das Bureau of Alcohol, Tobacco, Firearms and Explosives als solche anerkannt zu werden.
In Maine herrscht kontinentales Klima mit Durchschnittstemperaturen von bis zu −25 °C im Winter und bis zu 25 °C im Sommer. Trotz der moderierenden Wirkung des Atlantischen Ozeans auf das kalte Klima von Maine ist der Weinbau nur in ausgesucht günstigen Lagen möglich. Die wenigen Winzer setzen dabei auf frostharte und sehr früh reifende Rebsorten aus der Familie der Hybridreben.
Neben kleiner Mengen des klassischen Weins werden insbesondere Fruchtweine aus Äpfeln, Moosbeeren (Cranberrys) oder Heidelbeeren.